# ヤンギヌ
ヤンギヌ (揚吉努) は明朝後期のイェヘナラ氏女真族、イェヘ東城主。
兄・チンギヤヌ (西城主) とともに祖父・チュクンゲ亡き後のイェヘを建て直し、横奪された貢勅と属部を奪還するため幾度にも亘ってハダを襲撃した。兄弟の策略が功を奏し、ハダは内訌を起して分裂したが、介入した明朝の陥穽にはまり、兄弟もろとも殺害された。
兄弟亡き後はそれぞれの子がイェヘの西城と東城を治め、明朝を譲歩させてハダと貢勅を二分するに至った。その一方では、勢力を伸長させたマンジュ (建州部)、後のアイシン (後金) のヌルハチとも対峙した。
後の清太宗・ホンタイジを産んだ太祖孝慈高皇后はヤンギヌの娘であり、ヤンギヌはホンタイジの外祖父にあたる。

## 略歴

### 結怨
ヤンギヌの父祖はトゥメト部蒙古族の出身で (一説にはトゥメト部と関係の近い女真族とも)、後にジャン地方に住むナラ氏を駆逐し、自らもナラ氏を名告ったとされる。
祖父・チュクンゲはイェヘ部主として属部を率い、明朝辺塞を度々襲撃、掠奪した。困窮した明朝はハダ部主・ワンジュ (王中) にチュクンゲを誅殺させ、ワンジュはその勢いでチュクンゲ所轄であった貢勅700道を横奪し、13の属部の部民を連行した。このことがハダとイェヘの間に禍根を遺すこととなった。

### 即位
チュクンゲの孫・チンギヤヌ、ヤンギヌ兄弟は、近隣諸部を併呑、懐柔すると、天険の地に数里の距離を隔てて東西二つの城を築成した。二人は共にベイレを称し、兄のチンギヤヌは西城に、ヤンギヌは東城に拠った。
因みに、明朝側の呼称では、どちらの名前にも「加奴」(チンギヤヌは「逞加奴」) がついた為、屡々二人併せて「二奴」などとも呼ばれた。

### 雌伏
兄弟がイェヘ東西城主に即位したのは、ワンジュの甥・ワン (王台) がハダ国主として権勢を誇っていた頃であった。ワンはワンジュ横死後のハダ部をまとめると、建国して初代ハダ国主に即位し、更に明朝万暦帝に忠義を尽くしてその寵愛を受け、後ろ盾を得たことでフルン (海西部) 諸部に幅をきかせていた。イェヘ再興を進める兄弟はワンを利用し後ろ盾を得ようと、妹・温姐を嫁がせワンに取り入った。
その後、建州部首領・王杲 (ヌルハチの祖父) と結託して数度に亘り明朝辺境を掠奪したが、明朝の檄文を受けたワンが王杲を捕縛し、王杲は紫禁城に押送されて磔死した。この際、兄弟には王杲処刑の影響が全く及ばなかったとされるが、それは偏にワンの庇護を蒙った為であるとされる。この頃、萬は娘をヤンギヌに嫁がせて、姻戚関係を強化している。

### 雄飛
ワンの強力な後ろ盾を得ながらイェヘ再興を着々と進めていた兄弟は、祖父殺害と貢勅横奪の仇を忘れず、ハダ討滅を胸に秘めながら機の塾するのを待っていた。
フルンを統治してきたワンは、晚年になると横暴さをみせはじめ、更に子・フルガンもまた暴戻な性格であった為、徐々に民心を繋ぎとめることができなくなっていった。それに伴ってハダの勢力が衰頽し始めると、ヤンギヌは機に乗じて蒙古ホルチン (哈屯) 部首領のウンガダイ (恍惚太) と姻戚関係を結び、更にフルガンの部下・ベフチ (白虎赤) らを寝返らせ、聯合してイェヘの故地であるギレ (季勒) など諸部落を奪還した。ワンジュに奪取された13部落の内、バギ?(把吉)、バタイ?(把太) など五部落は依然としてハダに属していたものの、それでもイェヘの勢力は日増しに強大化し、老衰したワンは憂憤のうちに死亡した。
ワンの憤死後、その子孫による権力争いが勃発した。ワンの私生子・カングルは長兄・フルガンとの抗争の末、敗北してイェヘ西城主・チンギヤヌの許に亡命した。イェヘは横奪された貢勅700道を返還するよう、二代目国主に即位したフルガンに求めたが、フルガンは、父・ワンの憤死をイェヘの不忠義に帰結させて拒んだ。そこで、貢勅奪還を果たせなかったチンギヤヌは機を逃すまじと、亡命してきたカングルに娘を与えて取り込みを謀り、ハダの内訌を激化させようと企んだ。

### 復讐
ハダでは二代目国主・フルガンが急逝し、子・ダイシャンが三代目国主に即位した。ワンの末子・メンゲブルは亡父の龍虎将軍 (官職) を承襲したものの、若さゆえに (当時19歳) 国内諸部をまとめる切れるほどの実力は具っていなかった。そしてハダ国内が定まらない中、兄弟率いるイェヘ軍がハダを襲撃した。
万暦11年7月、ハダの叛臣・ベフチ (白虎赤) を従え、西虜のノムトゥ (煖兔)、蒙古ホルチン部のウンガダイ (恍忽太)らの騎兵10,000余りを引き連れてメンゲブルを襲撃し、首級300をあげ、甲冑150を掠奪した。更に、今度は猛骨太 (不詳)、那木塞 (不詳) の兵を率いて襲撃し、メンゲブル属部の家屋を焚き払い、田畑や収穫物を踏み荒らした。
困窮したメンゲブルは (ワンジュが奪取された残りの五部落などの) 諸部を弾圧する為の勅書を明朝に求めた。奏請を受けた明朝は、イェヘの行動の背後にハダを討滅して建州部を併呑し、ウンガダイらと結託して最終的には明領・遼陽、瀋陽を襲撃する、という謀略を見出して警戒し、メンゲブルを督撫官に任命して要望通り勅書を与え、諸部を弾圧させた。
明朝の介入も空しく同年末、ウンガダイらの騎兵10,000を引き連れたイェヘがメンゲブルを再び襲撃し、バギ?(把吉) 部落を掠奪した。メンゲブルは甥・ダイシャンとともに騎兵2,000で迎撃するもイェヘを撃攘するには至らなかった。ハダ勢力を案じた明朝は使者を派遣し、イェヘを宥め賺して攻撃中止を促したが、兄弟は反対にメンゲブルを支配下に置くための勅書を求め、攻撃中止を聴き容れようとしなかった。続いてイェヘはハダの荘園に次々と火を放って焚き払い、100余名を拉致した。更に、ウンガダイの騎兵2,000を率いて広順関 (ハダの管轄する貢市が位置する関門) に至ると、沙大亮部落を陥落させて300人を俘虜とし、更に貢敕80道を強奪した。

### 陥穽
明朝はハダからの賄賂と要請を受け、秘密裏に兄弟誅殺を計画した。万暦12年、明軍は鎮北関 (イェヘ部の貢市が位置する関門) の周囲に兵を密かに配置し、開原 (現遼寧省鉄嶺市開原市) から南へ40里隔てた中固城(現・開原市中固鎮) にも兵を待機させ、「要求を受け容れ、貢勅と褒賞を与える」と騙して兄弟を鎮北関に呼び出した。
武装し、ウンガダイの騎兵3,000を率いて現れた兄弟は、関門を取り囲み、褒賞を要求した。明朝が使者を派遣し、兵を率いていることを咎めると、兄弟は精鋭300のみを同伴して入場した。兄弟は改めてメンゲブルを支配下に置くための勅書を要求したが、明朝側はこれを窘めた。明朝側がさらに下馬を命じると、憤怒したヤンギヌはベフチをけしかけて使者を斬りつけさせた。これを契機に両者一斉に撃ち合いとなったが、明軍が事前の計画に従い大砲を撃ち鳴らすと、四方に潜んでいた伏兵が一斉に総攻撃を開始し、兄弟とベフチは忽ちに斬伐された。この時、チンギヤヌの子、ヤンギヌの子、及び従者含めた311人が殺害された。
更に、中固城で待機していた一軍も大砲の音を聞いて駆けつけ、関門外で待機するイェヘ軍を包囲して1,252の首級をあげ、馬1,703匹を鹵獲し、そのまま返す刀で兄弟の住む部落の内部に攻め込んだ。兄弟亡き後のイェヘ属部はメンゲブルに帰属することとなった。
明の制度では、諸部の凡ての互市が壁を築いて区画され、その区画された市場を「市圈」と呼んだ。その為「市圏」に誘き入れて、四方から総攻撃をかける作戦を後の世に「市圈之計」と呼んだ。

### 復興
明朝の計略で国主二人が討死し、戦力を大幅に削ぎ落とされたイェヘは、ここからチンギヤヌの子・ブジャイとヤンギヌの子・ナリムブルのもとで急速に復興を進めていく。しかし新たな敵として擡頭したばかりのヌルハチが勢力争いに加わり、イェヘは建州部 (マンジュ) とも矛を交えることになる。

## 年表
嘉靖29年頃、ハダ部主・ワンジュがイェヘ部主・チュクンゲを殺害し、貢勅700道を横奪、属部13箇所を連行。
嘉靖30-37年頃、ワンジュが殺害され、継いでワンがハダ部主に即位。
嘉靖37年、ワンが明朝の檄文を受けて王杲と折衝し、盟約を締結。
万暦3年、建州部首領・王杲がワンに捕らえられ、紫禁城に押送されて磔死。
万暦10年旧暦7月、ワン憤死。
万暦11 (1583) 年旧暦7月、ハダを襲撃。
万暦11 (1583) 年旧暦8月6日、万暦帝がメンゲブルに勅書を与えて諸部の弾圧を命令。
万暦11 (1583) 年旧暦12月1日、再びハダを襲撃。
万暦12 (1584) 年、ダイシャン擁立を図る明朝が介入し、兄弟もろとも計略にかかり死亡。

## 逸事
一説に、ヌルハチは蜂起前にイェヘを訪れたが、その際にヤンギヌがヌルハチに常人と異なるオーラを見出し、娘と甲胄、馬を与え、護衛兵をつけてヌルハチをヘトゥアラへ送り届けたという。

## 子孫
- 子・ナリムブル：二代イェヘ東城主。
- 子・ギンタイシ：ナリムブルの弟。三代イェヘ東城主。
- 子・哈兒哈麻：ヤンギヌとともに明軍により殺害された。
- 娘・モンゴジェジェ：清太祖孝慈高皇后。[19]
  - 孫・ホンタイジ：太祖孝慈高皇后の子。ヤンギヌの外孫。清太宗。

## 参照先・脚註
1. ↑   扈伦研究. 不詳
2. ↑  “葉赫地方納喇氏”. 八旗滿洲氏族通譜. 22. 四庫全書
3. 1 2  “萬”. 清史稿. 223. 清史館
4. 1 2 3 4  “楊吉砮”. 清史稿. 223. 清史館
5. ↑  维基百科には「夺得明朝给哈达部的敕书七百道」とあるが、典拠不詳、脚註なし。
6. ↑  ウンガダイ (恍惚太) とは萬の死の直前頃から姻戚関係にある。
7. ↑  “萬曆十一年八月乙卯”. 明神宗實錄 (台湾中央研究院版). 140. 不詳. "○遼東總督鎮巡官右都御史周詠等言海西屬夷猛骨孛羅初立乞給勑書一道以便彈壓諸夷逞仰二奴用賄糾結西虜交通建夷欲夾攻讎殺猛骨孛羅意欲收括海建犄角福餘憑陵遼瀋容臣等設法先處二奴次圖別虜上命猛骨孛羅准給勑書約束部落其餘夷情著督撫官悉心計畫便宜處置"
8. ↑  “海西女直通攷”. 東夷考略. 不詳. "時遼鎭已勦王杲遺孽阿台總督侍郎周詠因念歹商弱猛骨孛羅嗣立眾未附請加敕便彈壓報可"
9. ↑  “萬”. 清史稿. 223. 清史館. "明總督侍郎周詠念岱善弱，孟格布祿少，請加敕部諸酋，神宗許之。"
10. ↑  ハダ初代部主のワンジュが、兄弟の祖父・チュクンゲを殺して奪った部落の一つで、萬の存命中に襲撃したが、帰順せずハダ側にのこっていた。
11. ↑  维基百科が「沙大高寨」としているのは、「亮」と「高」をみまちがえたか。
12. ↑  “○葉赫國始祖蒙古人姓土默特……”. 滿洲實錄 (Wikisource版). 1. 不詳. "甲申歲明萬曆十二年寧遠伯李成梁受哈達國賄"
13. ↑  “志第十七-三萬衛”. 明史. 41. 四庫全書. "三萬衛……又南有中固城永樂五年置南距都司三百三十里"
14. ↑  “楊吉砮”. 清史稿. 223. 清史館. "守備霍九皋遣使讓之曰：「若來就撫，甲騎數千何爲者？」楊吉砮兄弟乃請以三百騎入圈。"
15. 1 2 3 4  “萬曆十二年正月癸卯(二十五日)”. 神宗顯皇帝實錄. 145. 不詳
16. ↑  脚註. “明末の海西女直と貢勅制”. 立命館文學 (579):  849.
17. ↑   叶赫国贝勒家乘 (清抄本). 不詳. p. 2. "壬午，十年，秋九月，辛亥朔，太祖如葉赫國。時上脱李成梁難而奔我，貝勒仰佳努識上爲非常人，加礼優待。"
18. ↑   努尔哈赤传. 北京出版社. p. 20
19. ↑  “孝慈高皇后”. 清史稿. 214. 清史館

## 参考史料・文献

### 史籍文献
- 顧秉謙『神宗顯皇帝實錄』1630 (漢文) ＊中央研究院歴史語言研究所版
- 編者不詳『滿洲實錄』巻1, 1781年 (満洲語、漢文、モンゴル語)
- 趙爾巽, 他100余名『清史稿』清史館, 1928 (漢文) ＊中華書局版

### 研究書
- 趙東昇『扈伦研究』1989 (中国語)
- 閻崇年『努尔哈赤传』(第二版) 北京出版社, 2006年5月 (中国語) ＊维基百科から引用。
- 編者不詳『叶赫国贝勒家乘』(清抄本) 出版社不詳, 出版時期不詳 (中国語) ＊维基百科から引用。

### Webサイト
- 栗林均「モンゴル諸語と満洲文語の資料検索システム」東北大学
- 「明實錄、朝鮮王朝実録、清實錄資料庫」中央研究院歴史語言研究所 (台湾)